# Elaphoglossum cristatum
Elaphoglossum cristatum är en träjonväxtart som beskrevs av Ballenth., Dudenh. och M. Kessler. Elaphoglossum cristatum ingår i släktet Elaphoglossum och familjen Dryopteridaceae. Inga underarter finns listade.